# بانیولو کرماسکو
بانیولو کرماسکو (به ایتالیایی: Bagnolo Cremasco) یک کومونه در ایتالیا است که در استان کریمونا واقع شده‌است. بانیولو کرماسکو ۱۰ کیلومتر مربع مساحت و ۴٬۸۷۷ نفر جمعیت دارد و ۸۲ متر بالاتر از سطح دریا واقع شده‌است.